# 트리스탄

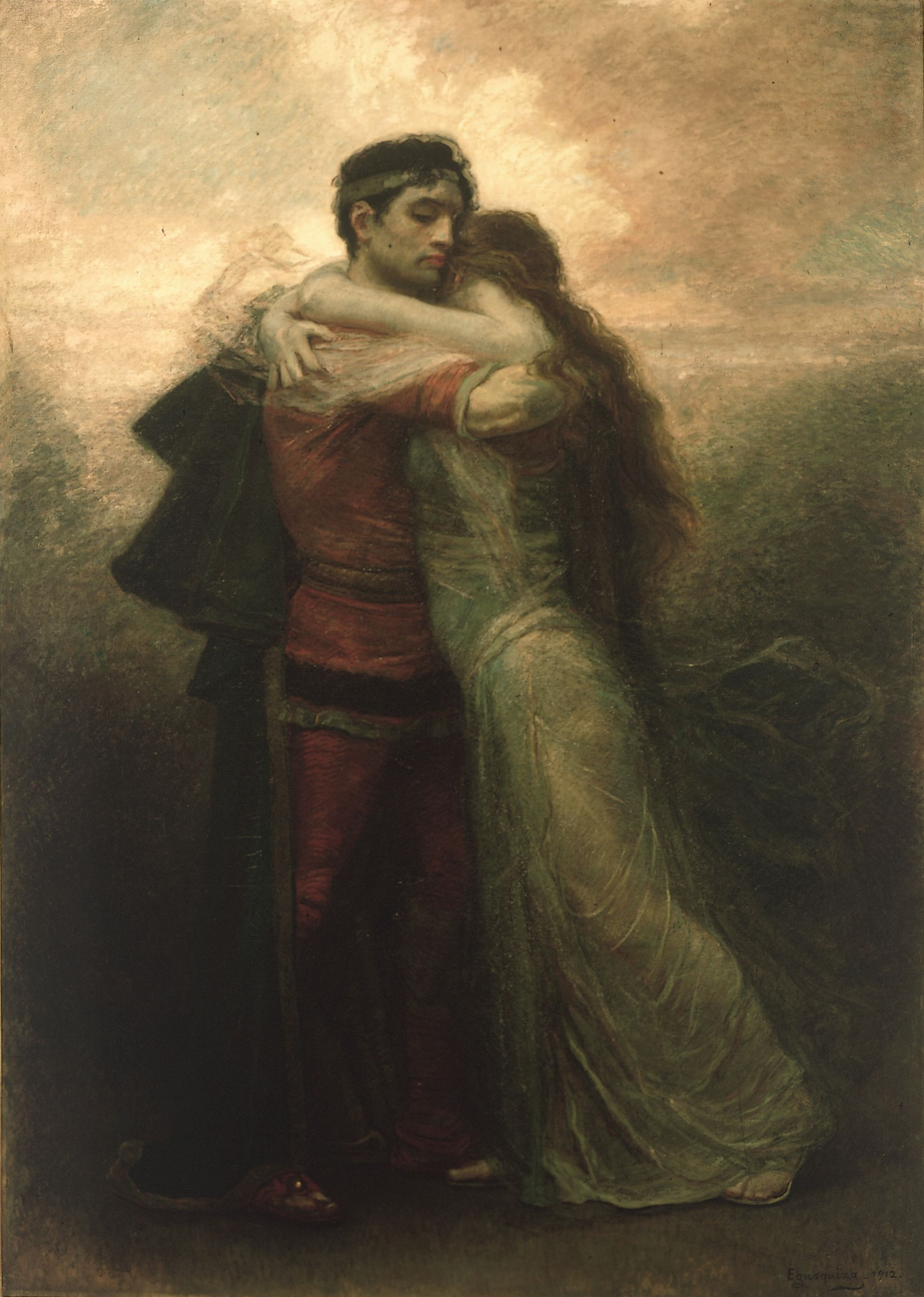

트리스탄(Tristan, 라틴어: Drustanus, 웨일스어: Trystan) 또는 트리스트람(Tristram), 트리스테인(Tristain)은 아서 왕 전설의 등장인물로, 원탁의 기사의 일원이자 트리스탄과 이졸데 이야기의 주인공이다.

## 같이 보기
- 트리스탄과 이졸데
- 원탁의 기사